# Teoria del partit-càrtel
En política, un partit-càrtel o un partit polític-càrtel és un partit que utilitza els recursos de l'Estat per mantenir la seva posició dins del sistema polític. Richard Katz i Peter Mair sostenen que: "Els partits d'Europa Occidental s'han adaptat a la disminució dels nivells de participació i implicació en les activitats del partit, no només recorren als recursos proporcionats per l'Estat, però en fer-ho de manera col·lusòria".
El concepte fou proposat per primera vegada l'any 1992 com un mitjà per cridar l'atenció als patrons de col·lusió o de cooperació i no la competència entre partits, i com una manera d'emfatitzar la influència de l'Estat en el desenvolupament del partit. En termes de definició, el partit-càrtel és un tipus de partit que sorgeix en les societats democràtiques avançades i que es caracteritza per la interpenetració del partit i l'Estat, i per un model de col·lusió entre els partits. Amb el desenvolupament del partit-càrtel, l'objectiu de la política es torna autoreferencial, professional i tecnocràtica, i el poc que la competència entre partits continua sent converteix centrat en la gestió eficient i eficaç de la política. Les campanyes electorals que es duen a terme per part dels càrtels són intensius en capital, professionalitzada i centralitzada, i s'organitzen sobre la base d'una forta dependència de l'Estat per les subvencions financeres i per altres beneficis i privilegis. Dins del partit, la distinció entre els membres del partit i els no membres es desdibuixa, en què a través d'eleccions primàries, la votació electrònica, i així successivament, les parts conviden a tots els seus simpatitzants, membres o no, per a participar en les activitats del partit i presa de decisions. Per sobre de tot, amb el sorgiment dels partits-càrtel, la política es converteix cada vegada més en menys polititzada.